# Quad City DJ's
Quad City DJ's é um grupo de rappers e produtores CC Lemonhead, Nathaniel Orange, Jay Ski e Johnny McGowan, que produziu o hit de Miami bass "C'mon N Ride 'It (The Train)" em 1995. A cantora JeLana LaFleur também contribuiu com vocais cantados em muitas de suas canções.
Os dois primeiros fizeram parceria em 1992 durante o ensino médio em Jacksonville, Flórida. Primeiro, eles estavam em um grupo conhecido como Chill Deal. Durante esse tempo eles produziram atos. Três companheiros Grande e Icy J, sendo esta última famosa pela resposta rap feminino de Rob Base de "It Takes Two", intitulado "It Takes a Real Man". O seu sucesso levou a trabalhar com Dis-n-Dat a produção de "Freak Me Baby" e 69 Boyz produção de platina duplo single "Tootsee Roll".
Em 1996 os dois formaram o Quad City DJ's e produziram o single "C'mon N Ride It (The Train)" (com base em uma amostra da música de Barry White em 1974 "Theme from Together Brothers"). A música foi muito bem sucedida, alcançando a posição # 3 no Hot 100 da Billboard e foi disco de platina. Eles, então, produziu o álbum seguinte Get On Up and Dance, com o single, que alcançou a posição # 31 na Billboard Hot 200 e também foi disco de platina. O álbum também inclui o pequeno hit "Summer Jam", que alcançou a posição # 27 na parada Hot Rap Songs.
Mais tarde, em 1996, o grupo contribuiu para a trilha sonora Space Jam, incluindo a música-tema. O tema começou mostrando frequência na MTV e ficou muito bem, alcançando a posição # 37 na Billboard Hot 100.